# Inventario de personalidades de Eysenck
En el campo de la psicología, el test psicométrico de Eysenck es una prueba psicométrica que mide rasgos de la personalidad. Su objetivo es identificar cuáles podrían considerarse los constructos fundamentales del sistema de personalidad humano. Este modelo abandona las categorías e incluye dimensiones. En esas dimensiones se hablan de rasgos de personalidad, entre los cuales existen unos espacios dimensionales que recogen aspectos que sirven para definir a un rasgo u otro. En esta teoría cada rasgo debe tener su antónimo, es decir, deben existir dos rasgos antagónicos separados por una dimensión que recoja todos los aspectos con los que se identifique cada rasgo. Los rasgos de los que se habla en el modelo de Eysenck son:
1. Extroversión: Se caracteriza por la impulsividad, la sociabilidad, la capacidad de comunicación, la actividad, la alegría, la espontaneidad; Su antónimo sería la introversión, que se define por ser lo reflexivo, lo reservado, lo introspectivo, lo tranquilo y lo inhibido.
2. Neuroticismo: Se caracteriza por la sensibilidad extrema, la irritabilidad, la tensión, poca autoestima, sentimientos de culpa, ansiedad, depresión, etc. Su antónimo sería la estabilidad. Un individuo que presente altos niveles de neuroticismo se relacionaría con la alta excitabilidad y manifiesto de desajuste emocional e inquietud. El individuo presentaría facilidad para reaccionar a estímulos ambientales, es decir, su reacción sería impulsiva y abrupta frente a estos estímulos.
3. Psicoticismo: Se caracteriza por la dureza, la carencia de sentimientos hacia a los demás, la crueldad, el gusto por las experiencias extremas, la frialdad y la agresividad. Su antónimo sería el no psicoticismo. Eysenck no relaciona este rasgo con un mecanismo fisiológico específico, sino que lo relaciona con el metabolismo o metabolización de la serotonina, cuyo objeto es la inhibición del comportamiento.

A continuación algunos ejemplos de este tipo de test psicométrico, y en donde las respuestas son "SI", "NO"” y "NO SÉ"” (esta última no es de utilizarse demasiado en los tests psicométricos).
- ¿Oculta usted a sus amigos lo que encuentra chistoso en ellos?

- ¿Por lo general, cuando compra usted algo, examina la garantía?

- ¿Tiende usted a apresurase en su trabajo?

- ¿Escoge usted muy cuidadosamente las palabras cuando discute algún posible negocio o problema?.

- ¿Le gusta a usted hablar y jugar con los niños?